# Melese asana
Melese asana là một loài bướm đêm thuộc phân họ Arctiinae, họ Erebidae.